# Nazionale maschile di rugby a 15 della Germania
La nazionale tedesca di rugby XV (Deutsche Rugby-Union-Nationalmannschaft der Männer) è la nazionale maschile di rugby a 15 che rappresenta la Germania in ambito internazionale. La prima partita che ha visto una "nazionale" tedesca di rugby impegnata si è svolta alle seconde olimpiadi dell'era moderna a Parigi nel 1900, dove la squadra dell'SC 1880 Frankfurt è stata sconfitta dalla nazionale francese per 27 a 17 nel match che assegnava la medaglia d'oro.
La prima partita ufficiale della nazionale tedesca si è svolta, sempre in Francia contro la nazionale locale, il 17 aprile 1927 è ha visto i padroni di casa prevalere per 30 a 5.
Al 18 luglio 2022 la squadra occupa la 30ª posizione del ranking World Rugby.

## Partecipazioni alla Coppa del Mondo di rugby

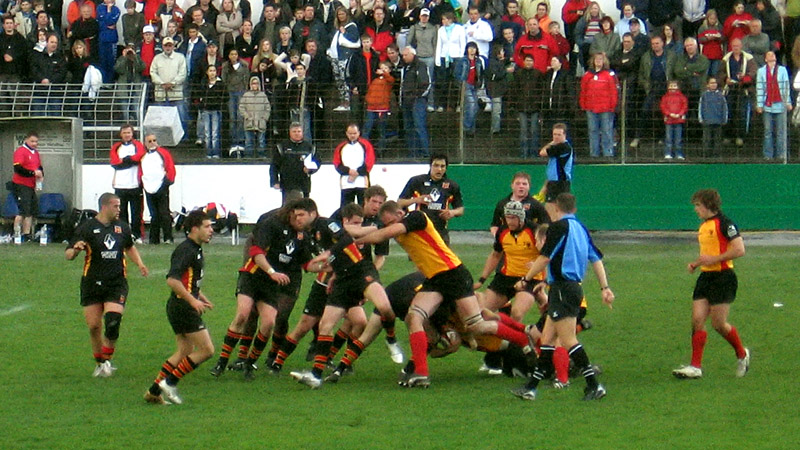
Una fase della partita di qualificazione ai mondiali 2007 tra Germania e Belgio

- 1987: non partecipante
- 1991: primo turno eliminatorie
- 1995: secondo turno eliminatorie
- 1999: secondo turno eliminatorie
- 2003: secondo turno eliminatorie
- 2007: terzo turno eliminatorie
- 2011: terzo turno eliminatorie

## Partecipazioni al Campionato europeo per Nazioni di rugby
La nazionale tedesca ha preso parte al campionato europeo per nazioni fin dalla sua fondazione:
Prima Divisione
1965/66, 1967–69, 1981–83, 1992–95, 2008–10, 2010–12
Seconda Divisione
1966/67, 1969–81, 1983/84, 1985–92, 1995–2008
Terza Divisione
1984/85

## Allenatori celebri
- Petre Ianusevici